# Ліпіче (Сілезьке воєводство)
Ліпіче (пол. Lipicze) — село в Польщі, у гміні Кломниці Ченстоховського повіту Сілезького воєводства.
Населення — 341 особа (2011).
У 1975-1998 роках село належало до Ченстоховського воєводства.

## Демографія
Демографічна структура станом на 31 березня 2011 року:
|          | Загалом | Допрацездатний вік | Працездатний вік | Постпрацездатний вік |
| -------- | ------- | ------------------ | ---------------- | -------------------- |
| Чоловіки | 169     | 42                 | 104              | 23                   |
| Жінки    | 172     | 35                 | 88               | 49                   |
| Разом    | 341     | 77                 | 192              | 72                   |